# Evangelische Kirche Weißenborn (Sontra)

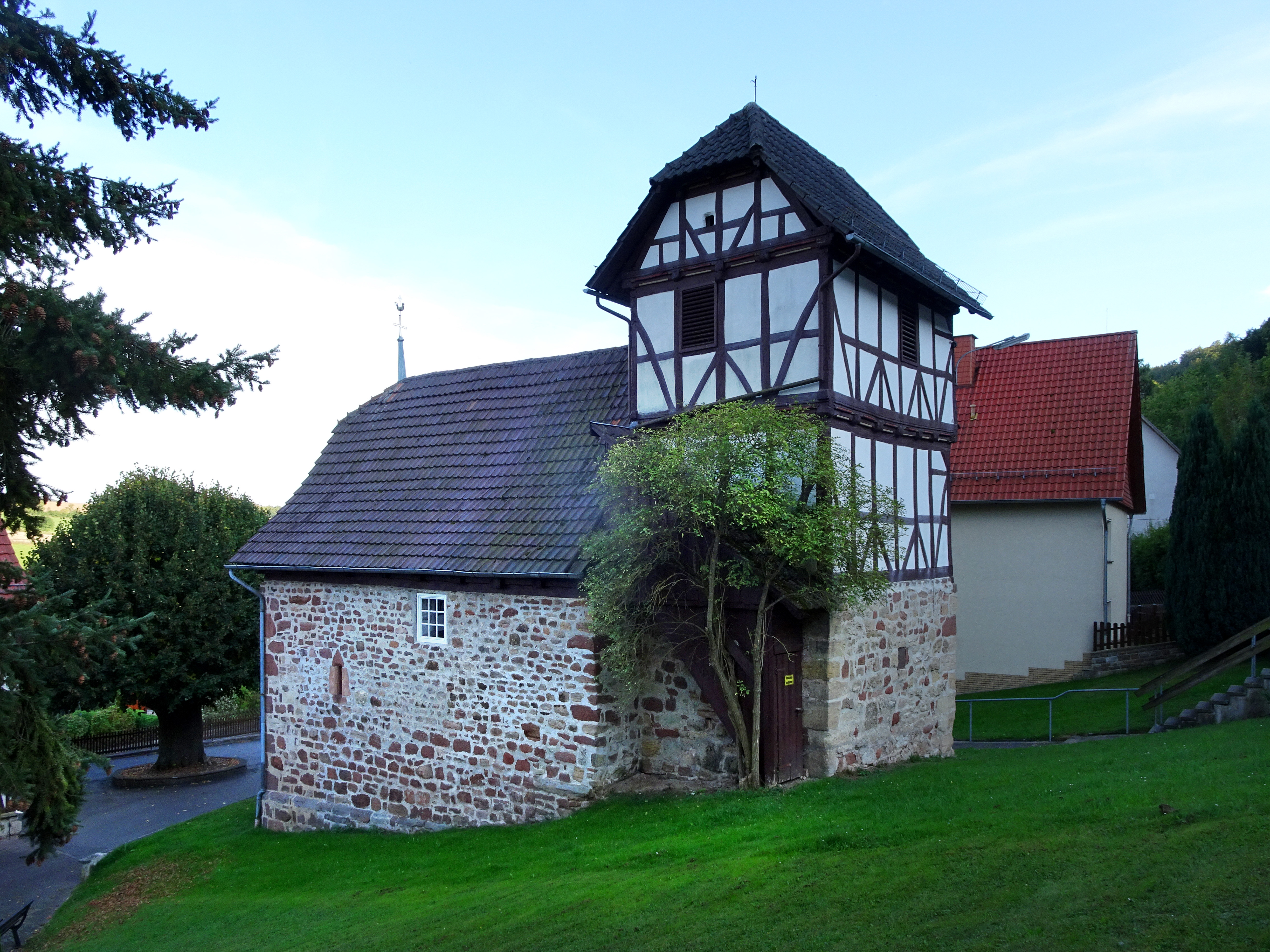
Evangelische Kirche Weißenborn (Sontra)

Die Evangelische Kirche Weißenborn ist das Gotteshaus der evangelisch-reformierten Gemeinde von Weißenborn, einem Ortsteil der Stadt Sontra im nordhessischen Werra-Meißner-Kreis. Die Weißenbörner Kirchengemeinde gehörte bis in die 2010er Jahre als Filialdorf zu dem im Ulfetal gelegenen Breitau. Mit dem Beginn des neuen Kirchenjahres, am ersten Adventssonntag 2013 wurde sie in das Kirchspiel Sontra integriert, das mit Sontra, Hornel, Stadt- und Thurnhosbach eine der größeren Gemeinden im Kirchenkreis Werra-Meißner ist. Der Kirchenkreis, der durch die Fusion der beiden Kirchenkreise Eschwege und Witzenhausen entstanden ist, gehört zum Sprengel Kassel der Evangelischen Kirche von Kurhessen-Waldeck.

## Kirchengebäude
Zu den ältesten Gebäudeteilen der Kirche gehören die aus heimischen Steinen errichteten Fundamente und Außenmauern von Schiff und Turmuntergeschoss. Sie werden in das 13. Jahrhundert datiert. Die Holzfachwerkkonstruktion mit dem Krüppelwalmdach über der Glockenstube wurde um 1700 auf den Wehrturm aufgesetzt, damit der Klang der Glocken auch in größerer Entfernung noch zu hören ist. Das Innere der Kirche prägt eine Empore aus dem Jahr 1607. In der zweiten Hälfte der 2000er Jahre wurde die Kirche umfassend renoviert. Das Gebäude erhielt einen neuen Dachstuhl, eine neue Beleuchtung und eine Fußbodenheizung wurde installiert. Auch das Läuten der Glocken erfolgt seither über eine elektronische Schaltung. Die Dorfkirche, eine der kleinsten Kirchen in der Region bietet Platz für rund 50 Besucher.

## Geläut
Die Glockenstube beherbergt zwei Glocken. Ein, in der Kirche ausgestellter Text eines unbekannten Verfassers, der vermutlich in den 1950er Jahren gedruckt wurde, berichtet von einer historischen Silberglocke, deren Alter auf 650 bis 700 Jahre geschätzt wurde und die „wahrscheinlich schon den Bewohnern der wüst gefallenen Siedlung Eckhardshausen in der Gemarkung Breitau im Ulfetal zu Gebet und Gottesdienst gerufen haben soll“. Nach anderen Quellen soll diese Glocke um 1450 von einem nicht namentlich bekannten Meister zu Ehren des Heiligen Georg und des Heiligen Sebastian gegossen worden sein. Sie trug zwischen den Stricklinien am oberen Rand die Inschrift: „georius+sebastia+patrona huius ecclesie+“. Während des Ersten Weltkriegs musste sie zur Einschmelzung abgeliefert werden und „es war beim Abschied so, als wollte sie sich nach ihrem jahrhundertlangen Rufen weigern, ihr Erz dem Kriegsdienst zu weihen“. Als sie vom Gestühl geholt wurde, rutschte sie einem auf der Leiter stehenden Träger von der Schulter, schlug auf und zerbrach in mehrere Stücke.
Erhalten blieb dem Ort die im Jahr 1820 gekaufte, mehrfach umgegossene zweite Glocke, zu der später, als Ersatz für die Silberglocke, eine aus Hamburg erworbene Schiffsglocke gehangen wurde. Zu ihnen kam 1929 eine gestiftete Bronzeglocke, die allerdings in der Zeit des Zweiten Weltkriegs auch abgeliefert werden musste und der Gemeinde nur das kleine Zweiergeläut verblieb.

## Kirchhof

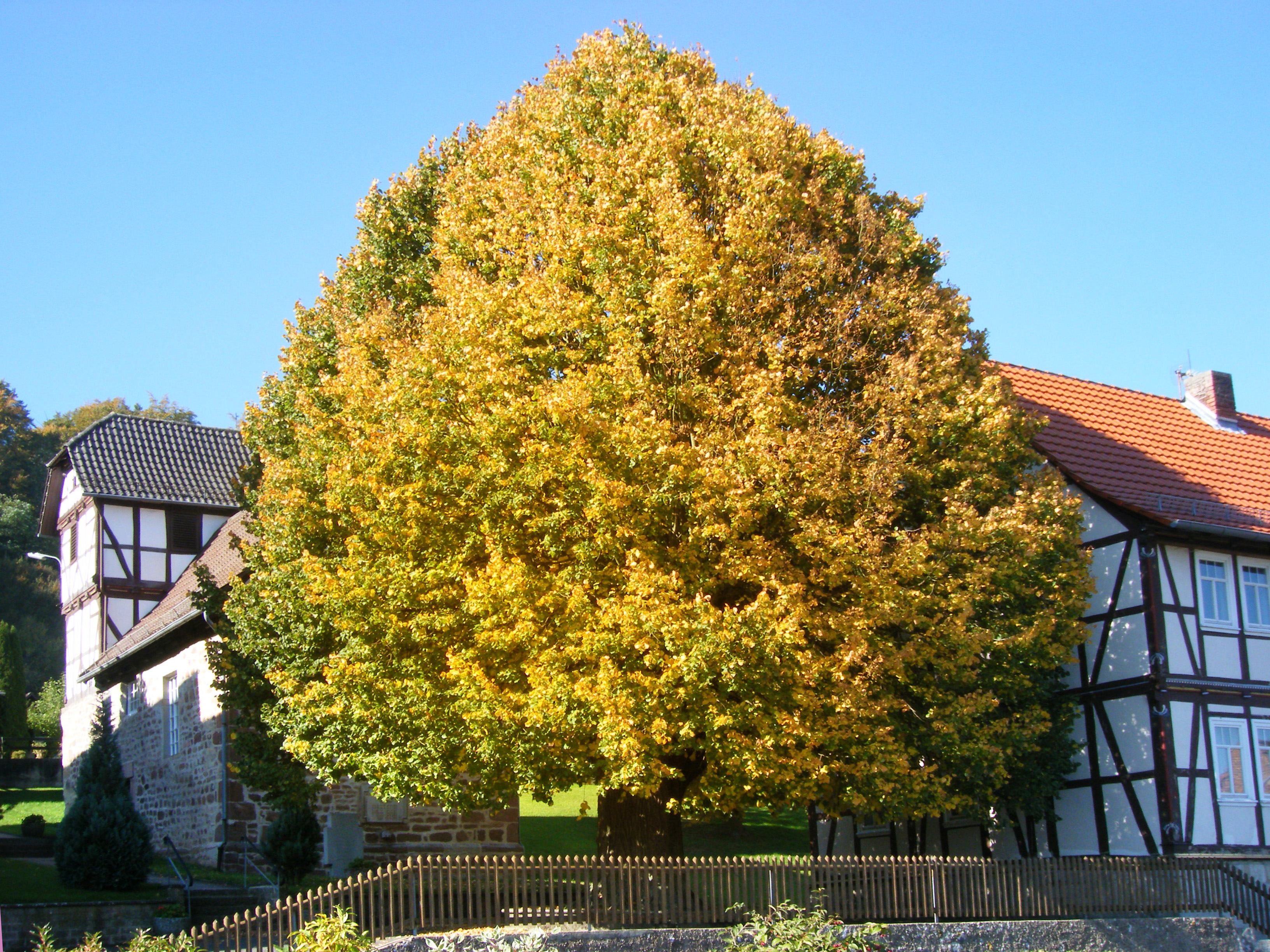
Die Dorflinde vor der Kirche

Um die Kirche lag früher der Friedhof Weißenborns, von dem sich noch vier Grabsteine aus vergangenen Jahrhunderten erhalten haben. Der älteste datiert in das Jahr 1597. An der Ostseite der Kirche, vor dem Eingang befindet sich der Anger des Ortes, der einst als Versammlungsort und Gerichtsplatz diente. Hier steht auf einer kleinen, mit einer Mauer kreisförmig eingefassten Baumscheibe die Dorflinde Weißenborns, deren Stamm durch wiederholten Beschnitt im Laufe der Zeit hohl geworden ist. Ihr Alter wird in dem 1984 erschienenen Buch „Bäume aus dem Werraland“, des Kunsthistorikers und Fotografen Thomas Wiegand, mit 200 Jahren angegeben.

## Denkmalschutz
Wegen ihrer geschichtlichen, künstlerischen und städtebaulichen Bedeutung ist die Dorfkirche ein geschütztes Kulturdenkmal und wurde nach § 2 Absatz 1 des Hessischen Denkmalschutzgesetzes unter der Nummer 38712 in das Denkmalverzeichnis des Landes Hessen eingetragen.